# Молочай крайнский
Молоча́й кра́йнский (лат. Euphórbia carniólica) — многолетнее травянистое растение; вид рода Молочай (Euphorbia) семейства Молочайные (Euphorbiaceae).

## Ботаническое описание
Растение 10—20(53) см высотой, рассеянно-волосистое.
Корень деревянистый, цилиндрический, наверху почти горизонтально ползучий. Корневище узловато-членистое, с верхней стороны часто усаженное мелкими, коническими бугорками.
Стебли прямостоячие, нетолстые (2—4 мм), крылато-ребристые, волосистые, светло-зелёные, часто с пурпуровым оттенком, наверху с 1—5 пазушными цветоносами 2,7—5,5 см длиной, без нецветущих ветвей, редко олиственные (междоузлия 1—2 см, верхнее — до 7 см длиной).
Низовые листья чешуевидные, стеблевые — с черешками 2—5 мм длиной, из клиновидного основания продолговато-обратноланцетовидные, 2,7—6,5 см длиной, 1,2—4 см шириной, более-менее тупые, иногда выемчатые, цельнокрайные, плёнчатые, светло- или жёлто-зелёные (снизу светлее), голые или снизу пушистые.
Верхушечные цветоносы в числе 3(5), при зацветании поникающие, 1,5—7,5 см длиной, как и пазушные — на конце двураздельные. Листочки обёртки сидячие, продолговато-эллиптические или продолговато-обратно-ланцетовидные, (1,2)2,3—4,6 см длиной, 1,2—2 см шириной, закруглённые или заострённые; листочки обёрточек по два, коротко-черешчатые, из закруглённого или внезапно-суженного основания яйцевидно-ланцетовидные или эллиптические (длина в 1½—2 раза больше ширины), по краю слегка волнистые, зеленоватые или золотисто-жёлтые, нижние 1,4—5,7 см длиной и 0,7—1,9 см шириной; бокальчик на ножке 5—8(15) мм длиной, кубарчатый, около 3—4 мм длиной и в диаметре, жёлтый, снаружи рассеянно-длинноресничный, внутри голый, с небольшими яйцевидными лопастями. Нектарники в числе 5, поперечно-эллиптические, буро-жёлтые, стебельчатые. Столбики (1)1,5—2,5 мм длиной, в нижней части сросшиеся, двулопастные. Цветёт в апреле-июне.
Плод — приплюснуто-яйцевидный трёхорешник, 4—5 мм длиной, около 6 мм шириной, по спинке лопастей посередине с рассеянными, толстыми, полушаровидными выростами, голый или пушистый. Семена продолговато-яйцевидные, около 4 мм длиной, гладкие, свинцово-серые, с блюдцевидным придатком.
Вид описан из Крайны.

## Распространение
Европа: Австрия, Чехословакия, Венгрия, Польша, Швейцария, Италия, Румыния; территория бывшего СССР: Украина (верховья Днестра: Буковина).
Растёт на горных лугах, среди кустарника и в лиственных лесах на лужайках, от предгорий до субальпийского пояса (до 1900 м над уровнем моря).

## Таксономия
|  |                                      |  |                                                             |                                                             |                      |  | ещё 36 семейств (согласно Системе APG II), в том числе Маковые | ещё 36 семейств (согласно Системе APG II), в том числе Маковые |                         |  |  |  | ещё ≈2000 видов |
|  |                                      |  |                                                             |                                                             |                      |  | ещё 36 семейств (согласно Системе APG II), в том числе Маковые | ещё 36 семейств (согласно Системе APG II), в том числе Маковые |                         |  |  |  | ещё ≈2000 видов |
|  |                                      |  |                                                             | порядок Мальпигиецветные                                    |                      |  |                                                                |                                                                | род Молочай (Euphorbia) |  |  |  |                 |
|  |                                      |  |                                                             | порядок Мальпигиецветные                                    |                      |  |                                                                |                                                                | род Молочай (Euphorbia) |  |  |  |                 |
|  | отдел Цветковые, или Покрытосеменные |  |                                                             |                                                             | семейство Молочайные |  |                                                                |                                                                | вид Молочай крайнский   |  |  |  |                 |
|  | отдел Цветковые, или Покрытосеменные |  |                                                             |                                                             | семейство Молочайные |  |                                                                |                                                                |                         |  |  |  |                 |
|  |                                      |  | ещё 44 порядка цветковых растений (согласно Системе APG II) | ещё 44 порядка цветковых растений (согласно Системе APG II) |                      |  |                                                                | ещё >300 родов                                                 | ещё >300 родов          |  |  |  |                 |
|  |                                      |  |                                                             | ещё 44 порядка цветковых растений (согласно Системе APG II) |                      |  |                                                                |                                                                | ещё >300 родов          |  |  |  |                 |